# ناحیه الهاشمیه
ناحیه الهاشمیه (به عربی: دائرة الهاشمیة) یک ناحیه در الجزایر است که در استان بویره واقع شده‌است.